# Nové Kounice
Nové Kounice (německy Neu Kaunitz) jsou malá vesnice, část města Bochov v okrese Karlovy Vary v Karlovarském kraji. Nachází se asi 7,5 kilometru západně od Bochova. Nové Kounice jsou také název katastrálního území o rozloze 3,7 km². Vesnici tvoří dvě ulice, podél kterých se nachází veškerá zástavba. Prochází zde silnice II/208. Okolí obce tvoří jen pole a na západě jsou rozsáhlé lesy. Poblíž leží přírodní památka Čedičové varhany u Hlinek.

## Historie
První písemná zmínka o vesnici pochází z roku 1847.

## Obyvatelstvo
Při sčítání lidu v roce 1921 ve vsi žilo 227 obyvatel (z toho 101 mužů), z nichž bylo 222 Němců a pět cizinců. Až na pět evangelíků se ostatní hlásili k římskokatolické církvi. Podle sčítání lidu z roku 1930 měla vesnice 189 obyvatel: 183 Němců a šest cizinců. S výjimkou tří evangelíků a jednoho člověka bez vyznání byli římskými katolíky.
|                                                                  | 1869 | 1880 | 1890 | 1900 | 1910 | 1921 | 1930 | 1950 | 1961 | 1970 | 1980 | 1991 | 2001 | 2011 | 2021 |
| ---------------------------------------------------------------- | ---- | ---- | ---- | ---- | ---- | ---- | ---- | ---- | ---- | ---- | ---- | ---- | ---- | ---- | ---- |
| Obyvatelé                                                        | 238  | 270  | 254  | 237  | 232  | 227  | 189  | 68   | 51   | 40   | 32   | 16   | 17   | 27   | 28   |
| Domy                                                             | 32   | 33   | 34   | 35   | 35   | 35   | 40   | 36   | —    | 14   | 10   | 13   | 19   | 21   | 22   |
| Počet domů z roku 1961 je zahrnut v domech místní části Javorná. |      |      |      |      |      |      |      |      |      |      |      |      |      |      |      |

## Obecní správa
Při sčítání lidu v letech 1869–1880 Nové Kounice byly osadou obce Javorná v okrese Karlovy Vary. V letech 1890–1900 byly osadou obce Rybničná, se kterým patřily nejprve do okresu Karlovy Vary, ale v roce 1900 v okrese Teplá. V letech 1910–1930 byly samostatnou obcí v okrese Žlutice. V letech 1950–1975 byly opět častí obce Javorná, se kterým patřily nejprve do okresu Toužim, ale v letech 1961–1975 v okrese Karlovy Vary. Od 1. ledna 1976 jsou částí města Bochov v okrese Karlovy Vary.